# Gesellschaft für Christlich-Jüdische Zusammenarbeit in Berlin
Die Gesellschaft für Christlich-jüdische Zusammenarbeit in Berlin (GCJZ) ist ein eingetragener Verein. Sie fördert das Verständnis, die Zusammenarbeit und den religiösen Dialog zwischen Juden und Christen. Sie wurde am 24. November 1949 gegründet und ist Mitglied im Deutschen Koordinierungsrat der Gesellschaften für Christlich-Jüdische Zusammenarbeit.
Seit der Wiedervereinigung nimmt die GCJZ eine wachsende Fremdenfeindlichkeit wahr. Deshalb sieht sie ihre Aufgabe auch in der Bekämpfung aktueller Probleme. Sie wendet sie sich dabei gegen jede Form des Antisemitismus, Rassismus und die Diskriminierung Einzelner oder Gruppen aus religiösen, weltanschaulichen, politischen, sozialen oder ethnischen Gründen.
Die GCJZ organisiert Vorträge, Seminare und vielfältige kulturelle Veranstaltungen, wie Exkursionen, Theaterbesuche oder Ausstellungen. Jeweils im März richtet sie die Woche der Brüderlichkeit als konzertierte Aktion mit vielen Mitveranstaltern aus.

## Drei Vorsitzende
Die GCJZ hat jeweils einen jüdischen, einen katholischen und einen evangelischen Vorsitzenden. Die ersten drei Vorsitzenden bei der Gründung 1949 wurden Siegmund Weltlinger (jüdisch), Heinrich Vockel (katholisch) und Edwin Redslob (evangelisch). Die aktuellen drei Vorsitzenden sind Jael Botsch-Fitterling (jüd.), Bernd Streich (kath.) und Ulrich Schürmann (ev.).
| Die drei Vorsitzenden von der Gründung 1949 bis heute | Die drei Vorsitzenden von der Gründung 1949 bis heute | Die drei Vorsitzenden von der Gründung 1949 bis heute | Die drei Vorsitzenden von der Gründung 1949 bis heute |
| Datum                                                 | jüdisch                                               | katholisch                                            | evangelisch                                           |
| ----------------------------------------------------- | ----------------------------------------------------- | ----------------------------------------------------- | ----------------------------------------------------- |
| 1949                                                  | Siegmund Weltlinger (1886–1974)                       | Heinrich Vockel (1892–1968)                           | Edwin Redslob (1884–1973)                             |
| 1951                                                  | Siegmund Weltlinger (1886–1974)                       | Heinrich Vockel (1892–1968)                           | Joachim Tiburtius (1889–1967)                         |
| 1965                                                  | Siegmund Weltlinger (1886–1974)                       | Maria Efken                                           | Joachim Tiburtius (1889–1967)                         |
| 1967                                                  | Siegmund Weltlinger (1886–1974)                       | Maria Efken                                           | Ernst Lemmer (1898–1970)                              |
| 1970                                                  | Jeanette Wolff (1888–1976)                            | Maria Efken                                           | Ernst Lemmer (1898–1970)                              |
| 1971                                                  | Jeanette Wolff (1888–1976)                            | Maria Efken                                           | Hans Köberling                                        |
| 1974                                                  | Jeanette Wolff (1888–1976)                            | Maria Efken                                           | Ella Barowsky (1912–2007)                             |
| 1976                                                  | Herbert A. Tworoger                                   | Maria Efken                                           | Ella Barowsky (1912–2007)                             |
| 1980                                                  | Herbert A. Tworoger                                   | Lorenz Weinrich (* 1929)                              | Ella Barowsky (1912–2007)                             |
| 1981                                                  | Klaus Scheurenberg (1926–1990)                        | Lorenz Weinrich (* 1929)                              | Ella Barowsky (1912–2007)                             |
| 1991                                                  | Jael Botsch-Fitterling                                | Lorenz Weinrich (* 1929)                              | Ella Barowsky (1912–2007)                             |
| 1992                                                  | Jael Botsch-Fitterling                                | Joachim Kramarz (1931–2004)                           | Ulrich Schürmann (* 1943)                             |
| 2004                                                  | Jael Botsch-Fitterling                                | Bernd Streich (* 1953)                                | Ulrich Schürmann (* 1943)                             |
| aktuell                                               | Jael Botsch-Fitterling                                | Bernd Streich (* 1953)                                | Ulrich Schürmann (* 1943)                             |

Weitere bekannte Vorstandsmitglieder waren oder sind: Heinrich Albertz (1915–1993), Eberhard Bethge (1909–2000), Friedrich Ernst (1889–1960), Otto Heinrich von der Gablentz (1898–1972), Helene Jacobs (1906–1993), Heinrich Keul (1918–1998), Norbert Kopp (* 1954), Gerhard Lasson (1906–1985), Günter Ludwig (1925–1977), Reinhard Naumann (* 1960), Hermann Simon (* 1949), Bernhard Stasiewski (1905–1995) und Michael Brinkhoff (* 1960).